# Acuerdo de Adís Abeba (1972)

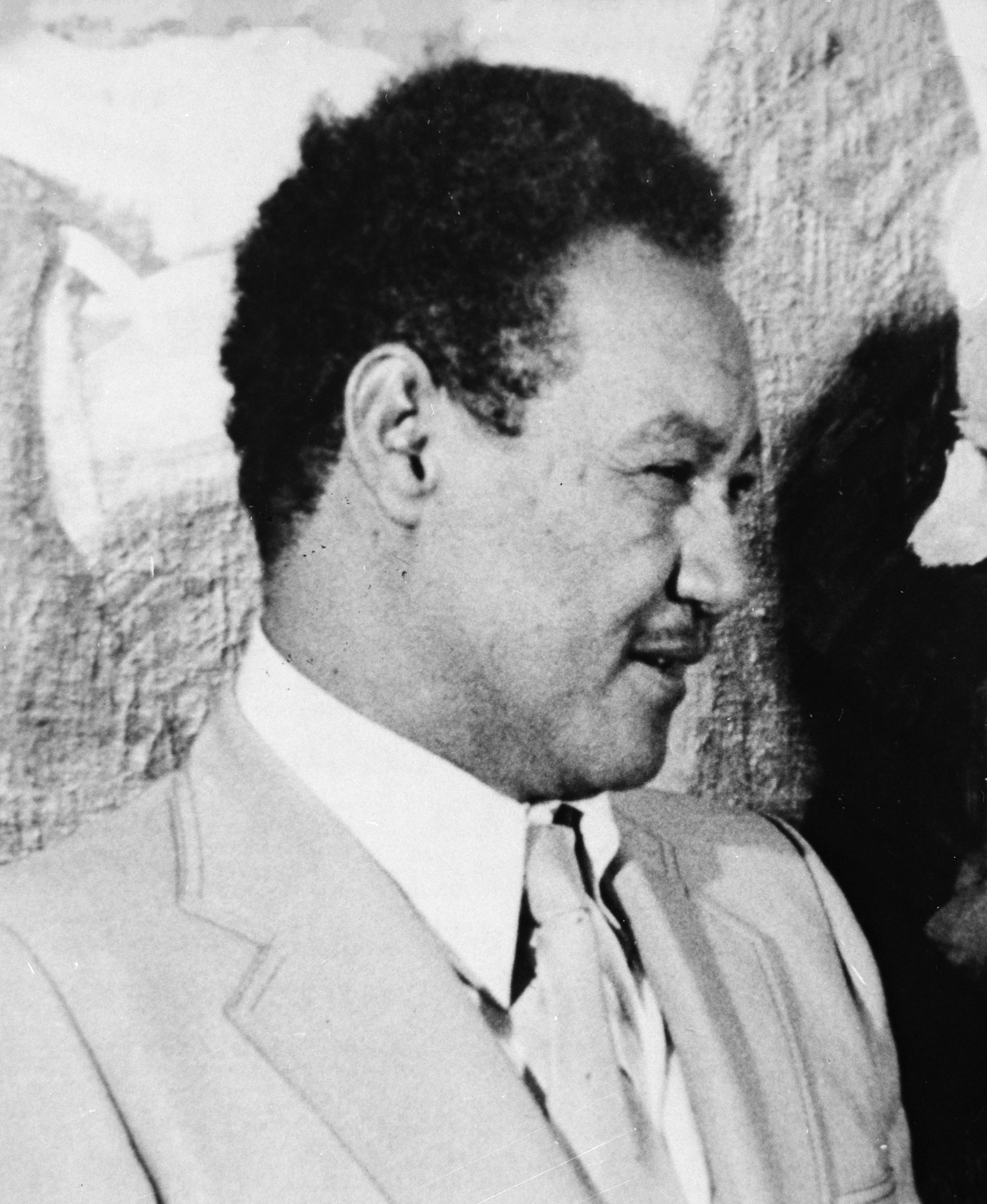
Retrato de Gaafar Nimeiry. 1981.

El Acuerdo de Adís Abeba o tratado de Adís Abeba firmado el 27 de febrero de 1972, puso fin a la primera guerra civil sudanesa  que se había iniciado en 1955, un año antes de la independencia del país. Mediante este acuerdo que se incorporó como ley al ordenamiento jurídico de Sudán, se garantizaba la autonomía del área sur del país y se aseguraba un alto al fuego bajo supervisión de la comunidad internacional.

## Contenido
El Acuerdo tenía como objetivo acabar con la guerra civil y apaciguar las protestas del sur de Sudán y el movimiento de la sucesión, que había sido muy costosa en vidas y recursos económicos para el gobierno de Sudán y toda la población del sur. El acuerdo de Adís Abeba supuso la creación de la Región Autónoma de Sudán del Sur a la que se concedió cierta autonomía, formada por las provincias de Alto Nilo, Ecuatoria y Bahr el Ghazal y con capital en Yuba.
El tratado de Addis Abeba fue amparado por Yaafar al-Numeiry, presidente de Sudán entre 1969 y 1985. No contó con el apoyo de los partidos árabes e islámicos del norte lo que provocó la paulatina degradación de las relaciones norte-sur. En el exterior, Libia, gobernada por Gadafi se mostró contraria también al acuerdo al considerar que dificultaba futuras alianzas entre Libia y Sudán.
El acuerdo trajo una década de relativa paz, aunque no pudo disipar las tensiones que habían causado inicialmente la guerra civil. El Acuerdo de Adís Abeba resultó ser sólo un respiro temporal. Las infracciones de los recursos por el norte condujo a disturbios que aumentaron en el sur a partir de finales de la década de 1970.

## Nueva guerra
En 1983, el presidente Yaafar al-Numeiry declaró el estado islámico bajo la ley mulsulmana en todo Sudán, incluyendo la región de mayoría no-islámicas del sur. Igualmente la Región Autónoma de Sudán del Sur quedó abolida el 5 de junio de 1983 y ahí terminaron los efectos del Acuerdo de Adís Abeba. Todo esto dio inicio a la segunda guerra civil sudanesa (1983-2005).